# The Thief of Bagdad
The Thief of Bagdad (br O Ladrão de Bagdá; pt O Ladrão de Bagdad) é um filme britânico de 1940, dirigido por Michael Powell, Ludwig Berger e Tim Whelan com Conrad Veidt no papel principal. O filme foi baseado numa história do livros "As mil e uma noites" e é uma regravação de um filme mudo de 1924.

## Sinopse
A fim de expandir seus poderes, Jaffar (Conrad Veidt), o Grão-Vizir de Bagdá coloca o príncipe Ahmad (John Justin) numa prisão com a intenção de matá-lo e assumir o controle do reino. No cárcere, Ahmad conhece Abu (Sabu Dastagir), um jovem ladrão e, com seu auxílio, conseguem fugir para Baçorá.
Lá ele se apaixona por uma bela princesa (June Duprez). Entretanto, Jaffar também a deseja e, usando de feitiçaria, faz com que Ahmad fique cego e Abu se transforme num cão. Para que tal feitiçaria se desfaça, Jaffar diz que é preciso que a princesa case com ele. Esta concorda e é levada para o navio de Jaffar, onde iniciam uma viagem. Abu consegue embarcar e, ao chegar em terra firme, recobra sua forma humana ao mesmo tempo em que Ahmad recobra a visão.
Numa paria, Abu encontra uma garrafa contendo em seu interior um gênio que lhe concede três desejos: saciar a fome, localizar Ahmad e fazer com que este e a princesa sejam felizes.
Quando, finalmente, Ahmad reencontra a princesa, esta se recupea de uma encatamento que lhe havia imposto o impiedoso Grão-vizir e este, desesperado, ordena a decapitação de ambos. Nesse momento, Abu chega num tapete voador e mata Jaffar com uma flechada.
Com a morte de Jaffar, a paz volta à Bagdá, Ahmad assume o trono e com sua princesa reinará feliz.

## Elenco
- Conrad Veidt ... Jaffar
- John Justin ... Ahmad
- Sabu Dastagir ... Abu
- June Duprez ... Princesa
- Rex Ingram ... Djinn
- Miles Malleson ... Sultão

## Prêmios
O filme ganhou três prêmios Óscar, nas categorias de melhor fotografia, melhor direçãode arte e melhores efeitos especias.